# Calibri

Приклад використання Calibri у звичайному, курсивному та напівжирному накресленнях

Calibri — сімейство шрифтів у стилі «гуманістичний гротеск», яке належить до шрифтової колекції Microsoft ClearType Font Collection. У Microsoft Office 2007 він замінив Times New Roman як усталений шрифт для Word і Arial — для PowerPoint, Excel, Outlook і WordPad.
У подальших версіях Microsoft Office шрифт також використовувався як типовий до 2023 року, коли його місце зайняв шрифт Aptos.
Calibri був створений дизайнером Лукасом де Гротом для Microsoft для демонстрації переваг технології ClearType. 2005 року шрифт Calibri одержав нагороду TDC2 від Type Directors Club в категорії «Type System».

## Характеристики
Шрифт має трохи округлі стовбури й кути, які видно на великих розмірах. Містить символи основного та розширеного латинського, грецького, кириличного і тайського алфавітів. Функції OpenType включають капітель, верхні й нижні індекси, а також додаткові лігатури.
Як і інші шрифти без зарубок із ClearType Collection, Calibri містить унікальний курсив (на відміну від похилого накреслення), поширений у сучасних шрифтах.

## Поширення
Шрифт Calibri постачається разом із комплектами Windows Vista, Windows 7, Windows 8, Windows 10, Microsoft Office (починаючи з версії 2007 року) і Office для Mac OS X (2008 і 2011).
Цей шрифт, поряд з Cambria, Candara, Consolas, Constantia і Corbel поширюється разом з безкоштовним Powerpoint 2007 Viewer, пакетом сумісності Microsoft Office Compatibility Pack і конвертером у формат XML для Mac OS X Open XML File Format Converter.
Шрифт має ліцензію Ascender Corporation для використання кінцевими користувачами, виробниками приладів споживацької електроніки та іншими користувачами. Шрифт такжож ліцензований Monotype Imaging для виробників принтерів як частина пакета Vista 8 Set Font.
На основі шрифта Lato 2013 року компанія Google створила метрично сумісний шрифт Carlito, який використовуть Chrome OS і LibreOffice для коректного відображення документів з Calibri за його відсутності.